# Stanisław Popławski
Stanisław Popławski, poljski general, * 1902, † 1973.